# Куп европских шампиона 1985/86.
Куп европских шампиона 1985/86. је било 31. издање Купа шампиона, најјачег европског клупског фудбалског такмичења. Финале је одиграно 7. маја 1986. на стадиону Рамон Санчез Писхуан у Севиљи. У том мечу Стеауа Букурешт је победила Барселону након бољег извођења једанаестераца када је голман Стеауе Хелмут Дукадам одбранио све пенале које су извели играчи Барселоне. Ово је био први пут да је трофеј освојио клуб из источноевропске земље.
Ове сезоне право учешћа нису имали енглески клубови због Хејселске трагедије у којој је страдало 39 навијача.

## Квалификације
| Екипа 1               | Рез. | Екипа 2         | 1 утакмица | 2 утакмица |
| --------------------- | ---- | --------------- | ---------- | ---------- |
| Горњик Забже          | 2:6  | Бајерн Минхен   | 1:2        | 1:4        |
| Динамо Берлин         | 1:4  | Аустрија Беч    | 0:2        | 1:2        |
| Андерлехт             | -1   | Евертон         | -          | -          |
| Рабат ајакс           | 0:10 | Омонија         | 0:5        | 0:5        |
| Хонвед                | 5:1  | Шемрок роверс   | 2:0        | 3:1        |
| Вејле                 | 2:5  | Стеауа Букурешт | 1:1        | 1:4        |
| Зенит Санкт Лењинград | 4:0  | Валеранга       | 2:0        | 2:0        |
| Лахти                 | 4:2  | Сарајево        | 2:1        | 2:1        |
| Линфилд               | 3:4  | Сервет          | 2:2        | 1:2        |
| ИА                    | 2:7  | Абердин         | 1:3        | 1:4        |
| Гетеборг              | 5:3  | Тракија Пловдив | 3:2        | 2:1        |
| Бордо                 | 2:3  | Фенербахче      | 2:3        | 0:0        |
| Спарта Праг           | 2:2  | Барселона       | 1:2        | 1:0        |
| Порто                 | 2:0  | Ајакс           | 2:0        | 0:0        |
| Верона                | 5:2  | ПАОК            | 3:1        | 2:1        |
| Женес Еш              | 1:9  | Јувентус        | 0:5        | 1:4        |

1 Андерлехт је без борбе елиминисао Евертон, због забране играња енглеских тимова у Евро куповима. Такву казну је УЕФА изрекла због хејселске трагедије.

## Осмина финала
| Екипа 1         | Рез. | Екипа 2         | 1 утакмица | 2 утакмица |
| --------------- | ---- | --------------- | ---------- | ---------- |
| Бајерн Минхен   | 7:5  | Аустрија Беч    | 4:2        | 3:3        |
| Андерлехт       | 4:1  | Омонија         | 1:0        | 3:1        |
| Хонвед          | 2:4  | Стеауа Букурешт | 1:0        | 1:4        |
| Зенит Лењинград | 3:4  | Лахти           | 2:1        | 1:3        |
| Сервет          | 0:1  | Абердин         | 0:0        | 0:1        |
| Гетеборг        | 5:2  | Фенербахче      | 4:0        | 1:2        |
| Барселона       | 3:3  | Порто           | 2:0        | 1:3        |
| Верона          | 0:2  | Јувентус        | 0:0        | 0:2        |

## Четвртфинале
| Екипа 1         | Рез. | Екипа 2   | 1 утакмица | 2 утакмица |
| --------------- | ---- | --------- | ---------- | ---------- |
| Бајерн Минхен   | 2:3  | Андерлехт | 2:1        | 0:2        |
| Стеауа Букурешт | 1:0  | Лахти     | 0:0        | 1:0        |
| Абердин         | 2:2  | Гетеборг  | 2:2        | 0:0        |
| Барселона       | 2:1  | Јувентус  | 1:0        | 1:1        |

## Полуфинале
| Екипа 1   | Рез.      | Екипа 2         | 1 утакмица | 2 утакмица |
| --------- | --------- | --------------- | ---------- | ---------- |
| Андерлехт | 1:3       | Стеауа Букурешт | 1:0        | 0:3        |
| Гетеборг  | 3:3 (4:5) | Барселона       | 3:0        | 0:3        |

## Финале
| Екипа 1         | Рез.           | Екипа 2   |
| --------------- | -------------- | --------- |
| Стеауа Букурешт | 0:0 (2:0 пен.) | Барселона |

| Првак 1985/86.                 |
| ------------------------------ |
|                                |
| ФК Стеауа Букурешт Прва титула |